# Бур'ян
Бур'я́н — дикоросла трав'яниста рослина, що росте в посівах культурних рослин, а також на необроблюваних землях. Бур'яни мають велике господарське значення, оскільки конкурують з корисними рослинами за світло, воду, поживні речовини, а також сприяють поширенню шкідників і хвороб, тим самим зменшуючи їхню врожайність.
Розрізняють бур'яни сегетальні, що засмічують культурні насадження (вівсюг, осот), і рудеральні, що селяться на смітниках (нетреба, чорнощир).

## Шкідливість бур'янів
Шкідливість більшості карантинних бур'янів досить вагома. Вона проявляється передусім у зниженні врожайності сільськогосподарських культур, луків і пасовищ; засміченні урожаю та погіршенні його якості; перенесенні збудників захворювань та накопиченні шкідників сільськогосподарських культур; у токсичності для тварин, збитках тваринництву; в негативному впливі на здоров'я людей; порушенні складу та структури місцевих фітоценозів.

## Класифікація бур'янів

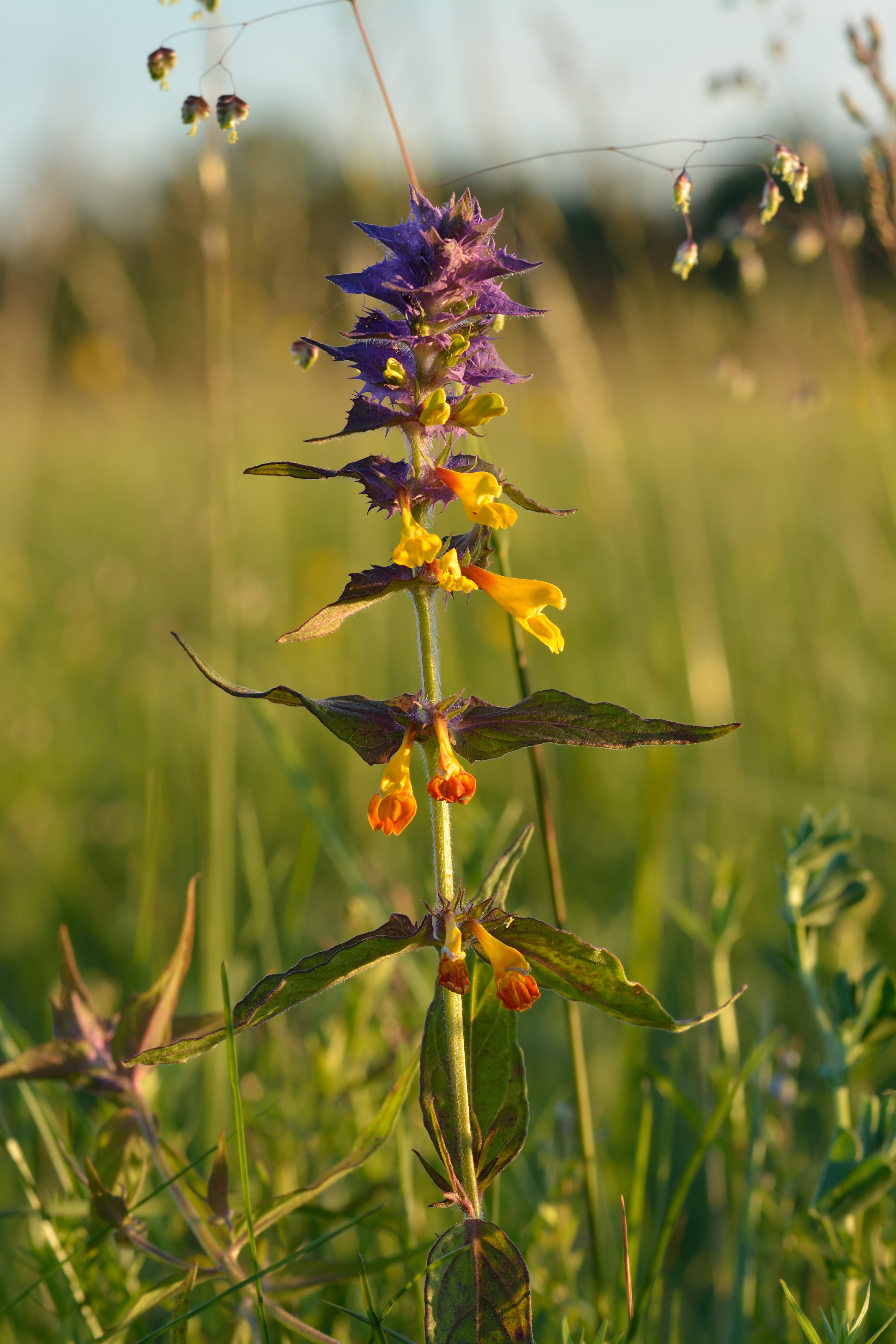
Перестріч гайовий.

### За характером живлення
Бур'яни-паразити (незелені рослини), що нездатні до самостійного синтезу органічних речовин, оскільки не мають хлорофілу. Вони не мають коренів, а використовують поживні речовини рослин-живителів. Бур'яни-паразити за місцем паразитування на рослинах поділяють на стеблові (повитиця) й кореневі (вовчки).
Рослини-напівпаразити (дзвінець великий, перестріч гайовий, кравник звичайний, омела звичайна) приростають до коріння або стебел інших рослин і використовують їхні поживні речовини, але в них є зелені листки і вони засвоюють вуглекислоту з повітря; ці рослини здатні до фотосинтезу.
Зелені рослини — це найчисленніша група бур'янів. Вони мають хлорофіл, зелені листки, асимілюють, завдяки кореневій системі використовують поживні речовини і воду з ґрунту.

### За тривалістю періоду життя

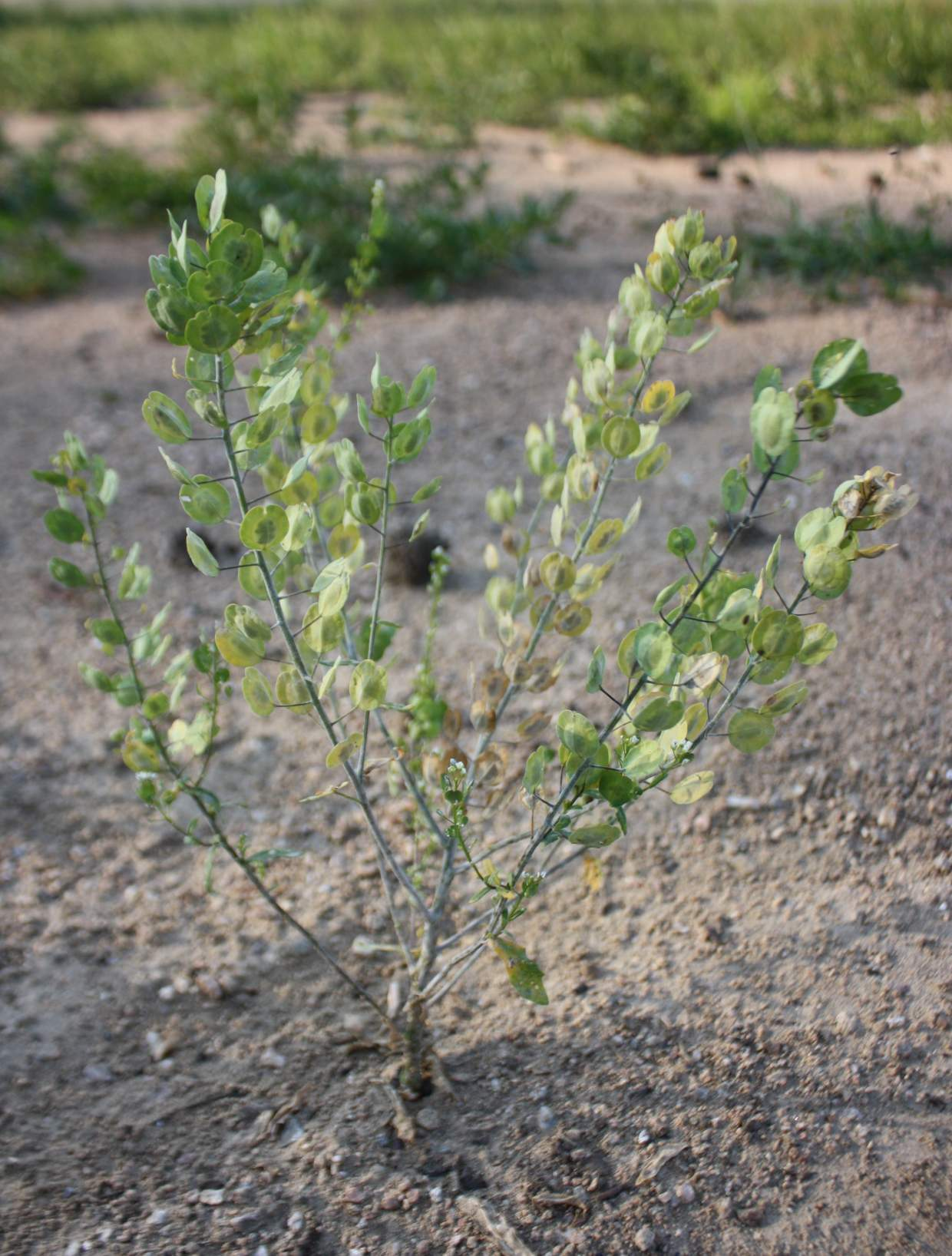
Талабан польовий.

За тривалістю періоду життя бур'яни поділяють на малорічні й багаторічні.
Малорічні бур'яни поділяють на ефемери, однорічні й дворічні, а однорічні — на ярі, зимуючі й озимі.
У малорічних бур'янів повний цикл розвитку триває один — два роки. Розмножуються вони тільки насінням, яке протягом життя утворюють один раз, і після цього відмирають. До малорічних бур'янів належать ярі, зимуючі, озимі та дворічні бур'яни.
Малорічні бур'яни з дуже коротким періодом вегетації здатні за сезон дати 2-3 покоління. Їх називають ефемери, до них належить мокриця, або зірочник середній, що росте на городах, у садах і на зволожених землях. Ці бур'яни дають з однієї рослини до 25 тис. насінин, які можуть зберігати життєздатність у ґрунті до 30 років.

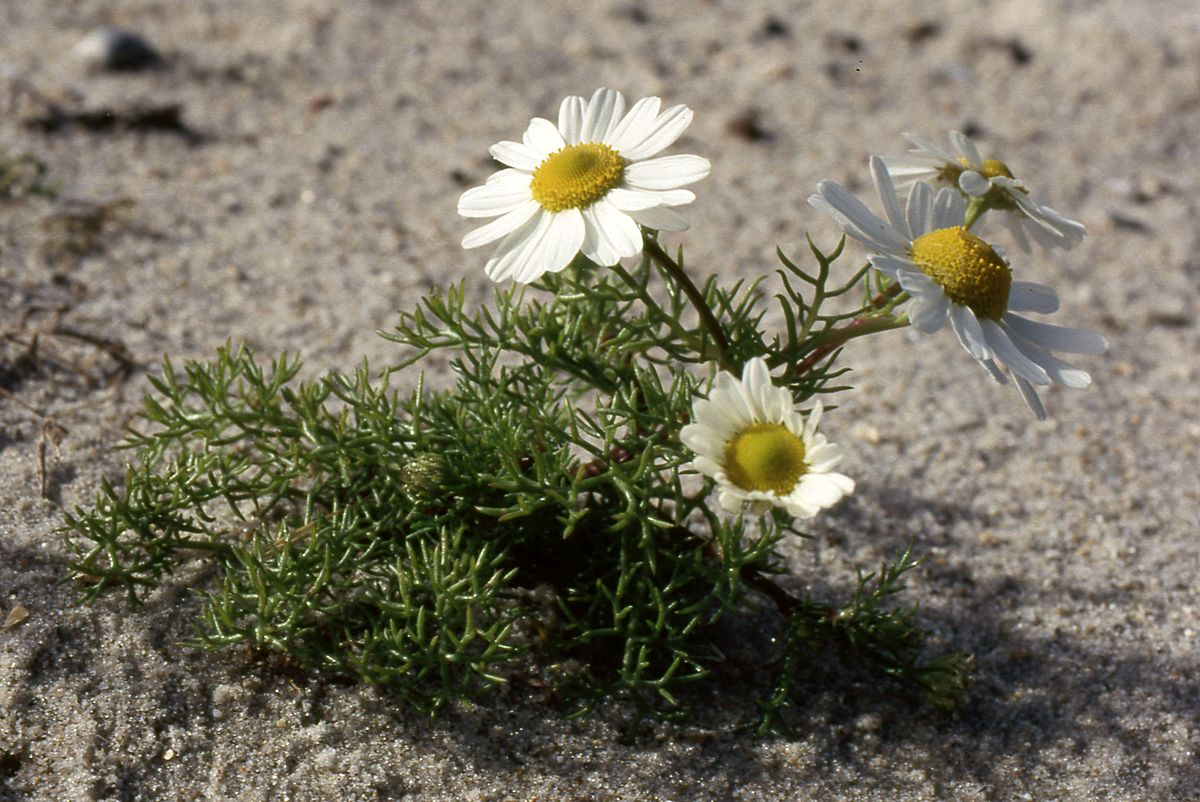
Триреберник непахучий.

- Ярі бур'яни за часом проростання насіння поділяють на ранні та пізні. Якщо сходи цієї групи бур'янів з'являються восени, то вони гинуть після перших приморозків. До ранніх ярих належать такі бур'яни: вівсюг звичайний, лобода біла, гречка розлога, редька дика, гречка татарська, підмаренник чіпкий тощо.
- Ярі пізні бур'яни — рослини короткого дня. Їхнє насіння проростає за підвищеної температури (6-8°С і вищій), а сходи з'являються в кінці весни — на початку літа. Вони особливо засмічують просапні та овочеві культури. До них належать мишій сизий, плоскуха звичайна, або куряче просо, щириця загнута, курай, амброзія полинолиста, паслін колючий.
- Зимуючі бур'яни — рослини, для яких умови перезимівлі не обов'язкові. Якщо ж сходи з'являються восени, тоді вони перезимовують і продовжують розвиток навесні. Якщо насіння зимуючих бур'янів проросло навесні, тоді вони розвиваються як ярі. До них належать волошка синя, сокирки польові, триреберник непахучий, талабан польовий тощо.
- Озимі бур'яни з перших етапів розвитку потребують подовженого періоду з поступовим зниженням температур. Тому для них умови перезимівлі обов'язкові. Якщо сходи з'являються навесні, тоді плодоносні стебла не утворюються. Вони часто трапляються в посівах озимої пшениці і жита. До них належать бромус житній, метлюг, вика озима. Обсіменяються вони зазвичай під час збирання врожаю озимих.
- Дворічні бур'яни ростуть два роки, розмножуються лише насінням, яке утворюють на другий рік. Сходи з'являються навесні, протягом першого літа розвивається коренева система й утворюється прикоренева розетка листків, і лише на другий рік — квітконосні пагони й насіння. До них належать буркун білий і жовтий, будяк пониклий, блекота чорна, морква звичайна дика, болиголов плямистий.

Багаторічні бур'яни — це численна група бур'янів, які розмножуються як насінням, так і вегетативними органами (кореневищами, кореневими паростками, частинами стебел, корінням, вусами). За способом вегетативного розмноження їх поділяють на кореневищні, коренепаросткові, стрижнекореневі, цибулинні, повзучі, гронокореневі тощо. До них належать пирій повзучий, хвощ польовий, гострець, свинорий пальчастий, гумай тощо.

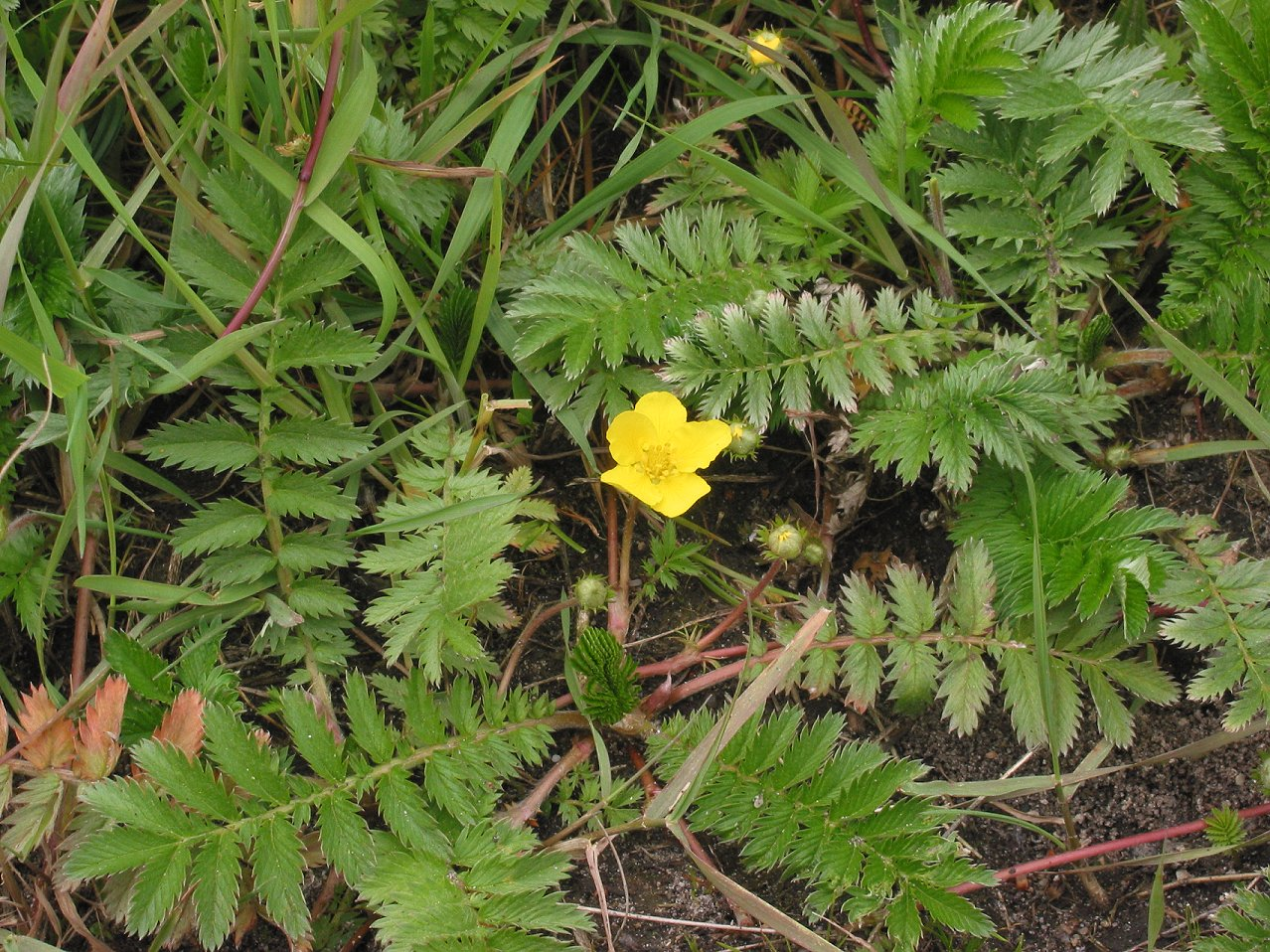
Перстач гусячий.

- Коренепаросткові, як і кореневищні, бур'яни розмножуються насінням, а також кореневими паростками, що розвиваються з бруньок, які є на корінні. Головними, найпоширенішими і дуже шкідливими з цієї групи бур'янів, є осот рожевий, або будяк польовий, осот жовтий, або польовий, гірчак повзучий, берізка польова, щавель гороб'ячий та малий тощо.
- У стрижнекореневих бур'янів бруньки утворюються в кореневій шийці (полин звичайний, кульбаба, петрові батоги) і з одного кореня в наступному році виростає кілька рослин.
- Цибулинні розмножуються цибулинами, що залишаються в ґрунті після відмирання надземної частини (цибуля виноградна).
- Повзучі розмножуються надземними стеблами, які стеляться по землі, утворюючи коріння та розетки листків. Після вкорінення зв'язок з материнською рослиною втрачається, і молоді рослини ростуть самостійно (жовтець повзучий, перстач гусячий).

## Карантинні бур'яни

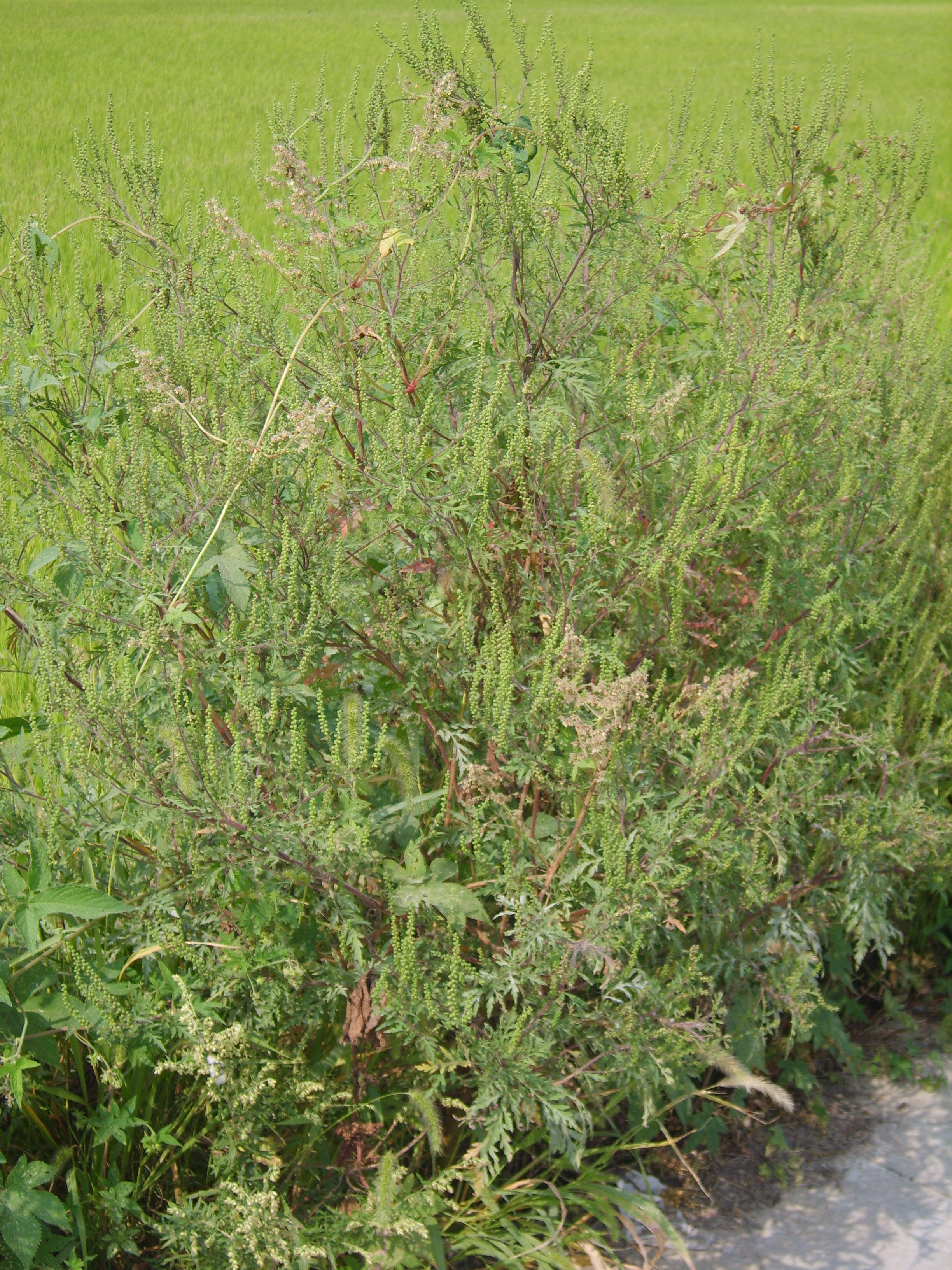
Амброзія полинолиста.

До цієї групи належать окремі рослини з різних біологічних груп, які не мають значного поширення, але завдають великої шкоди сільському господарству. Щоб запобігти поширенню і повністю ліквідувати їх, здійснюють спеціальні заходи, в тому числі й адміністративні. Наприклад, заборонено висівати насіння, засмічене карантинними бур'янами, а також вивозити грубі корми з районів, де вони поширені, тощо. Розрізняють бур'яни внутрішнього карантину (вони є на території України) і зовнішнього (їх немає, але вони можуть бути завезені з-за кордону).
До бур'янів внутрішнього карантину належать амброзія багаторічна, тридільна і полинолиста, паслін колючий, каролінський і триквітковий, гірчак повзучий, а до зовнішнього — амброзія приморська, бузинник пазушний, стрига (всі види), деякі види дикого соняшнику.

## Життєздатність насіння
Найдовший експеримент в біологічній науці пов'язаний з насінням бур'янів. Американський ботанік Вільям Джеймс Біл восени 1879 року закопав у землю 20 пляшок з насінням 21 виду поширених бур'янів по 50 насінин кожного виду. Пляшки з вологим піском закопали не закритими догори низом, щоб запобігти накопиченню зайвої вологи. З тих пір періодично (спочатку 40 років кожні п'ять, потім десять, а пізніше — кожні двадцять років) учені викопують одну пляшку та перевіряють насіння на схожість. Деякі особливо стійкі бур'яни проростають досі. У 2000 році проросло 26 насінин з 1050 у пляшці — 23 дивини тарганячої, 1 мальви круглолистої (після стратифікації). Залишилось ще 5 пляшок.